# سوکوبوس
سوکّوبوس (به لاتین: Succubus) یک شیطان به شکل زن یا موجودی فراطبیعی در فولکلور است که در رؤیای مردان و به منظور اغوا نمودن آن‌ها، معمولاً از طریق آمیزش جنسی ظاهر می‌شود. بر اساس ادیان سنتی یک سوکوبوس برای زنده ماندن به منی نیاز دارد. فعالیت جنسی مکرر با سوکوبوس منجر به ایجاد پیوند بین سوکوبوس و مرد می شود؛ یک سوکوبوس، مردی که با او مقاربت دارد را تضعیف کرده و به او آسیب می‌رساند. در بازنمایی‌های مدرن، یک سوکوبوس اغلب به‌ شکل یک زن اغواگر یا افسونگر زیبا به‌ جای یک موجود شیطانی یا ترسناک به تصویر کشیده می‌شود.
همتای مذکر سوکوبوس با عنوان اینکوبوس شناخته می‌شود. 

## ریشه‌شناسی
این اصطلاح از لاتین پسین succuba (به معنی عاشق خیانتکار) و از succubare گرفته شده است که به معنای "زیر خوابیدن" می‌باشد (که خود از دو بخش "sub-" به معنای "زیر" و "cubare" به معنای "خوابیدن" تشکیل شده است) که برای توصیف موقعیت جنسی ضمنی این موجود نسبت به فردی است که خوابیده است. کلمه انگلیسی "succubus" مربوط به اواخر قرن ۱۴ است. سوکوبوس به عنوان سرگردان روی زمین نیز شناخته می‌شود.

## در فرهنگ عامه
همانطور که در رساله عرفانی یهودی، زوهر و کتاب طنز یهودی قرون وسطایی، الفبای سیراخ به تصویر کشیده شده است، لیلیت، اولین همسر آدم بود که بعدها به یک سوکوبوس تبدیل شد. او آدم را ترک کرد و پس از مقاربت جنسی با سمائیل فرشته، از بازگشت به باغ عدن امتناع کرد. در کابالای زوهری، چهار سوکوبی وجود داشتند که با سمائیل مقرب مقاربت جنسی انجام داده‌اند. چهار ملکه اصلی شیاطین عبارتند از: لیلیت، عایشت زنونیم، آگرات بت مهلات و نعمه. یک سوکوبوس ممکن است شکل یک زن زیبا را به خود بگیرد، اما بررسی دقیق‌تر ممکن است بدشکلی‌های بدن او، مانند پنجه‌های پرنده‌مانند یا دم‌های مارپیچ را نشان دهد. همچنین در باور مردمی مردان مجبور به انجام عمل فرج‌لیسی برای سوکوبوس می‌شوند. در باورهای مردمی اخیر، سوکوبوس به شکلی از سیرن درآمده است.
در طول تاریخ، کشیشان و ربی‌ها، از جمله حنینا بن دوسا و ابای، تلاش کردند تا قدرت سوکوبوس را بر انسان‌ها مهار کنند. با این حال، طبق گفته والتر مپ در طنز De nugis curialium (جزئیات درباریان) همه سوکوبوس‌ها بدخواه نبودند. پاپ سیلوستر دوم (۹۹۹-۱۰۰۳) ظاهراً با سوکوبوسی به نام مریدیانا در رابطه بود که به او کمک کرد تا به مقام عالی خود در کلیسای کاتولیک برسد. وی قبل از مرگ به گناهان خود اعتراف کرد و توبه کرد.

## در فرهنگ غیر غربی

### در بودیسم
یک کتاب مقدس بودایی در رابطه با دعا به اولوکیتشوره، به نام دارانی سوترا اولوکیتشوره، به کسانی که دعا می‌کنند وعده می‌دهد که "شما توسط شیاطینی که انرژی شما را می‌مکند یا در رویاهای شما با شما عشق می‌ورزند مورد حمله قرار نخواهید گرفت."